# Polen i olympiska sommarspelen 1932
Polen deltog med 51 deltagare vid de olympiska sommarspelen 1932 i Los Angeles. Totalt vann de två guldmedaljer, en silvermedalj och fyra bronsmedaljer.

## Medaljer

### Guld
- Janusz Kusociński - Friidrott, 10 000 meter.
- Stanisława Walasiewicz - Friidrott, 100 meter.

### Silver
- Jerzy Braun, Janusz Ślązak och Jerzy Skolimowski - Rodd, tvåa med styrman.

### Brons
- Jadwiga Wajs-Marcinkiewicz - Friidrott, diskuskastning.
- Henryk Budziński och Jan Krenz-Mikołajczak - Rodd, tvåa utan styrman.
- Jerzy Braun, Janusz Ślązak, Stanisław Urban, Edward Kobyliński och Jerzy Skolimowski - Rodd, fyra med styrman.
- Tadeusz Friedrich, Marian Suski, Władysław Dobrowolski, Władysław Segda, Leszek Lubicz  och Adam Papée - Fäktning, Sabel.